# Drill (Sportspiel)
Drillen ist das Einüben von Standardsituationen im Sportspiel (vor allem Basketball, American Football, Volleyball) zum Zwecke der optimalen Nutzung eines eigenen Vorteils. Durch das Einstudieren eines Spielzuges wird ein Überraschungselement eingeführt, wodurch ein Punktgewinn besser ermöglicht wird. Die einfache Reaktionszeit des Erwachsenen beträgt 0,18 s für optische und 0,14 s für akustische Reize. Die Ausführung einer Bewegung 0,3 s. Innerhalb der Reaktionszeit kann der Spieler einen Schritt Vorsprung gewinnen oder ein hart geworfener Pass im Basketball fliegt 8 – 9 m. Hierdurch ist es möglich, einen Spieler frei zu spielen. Dies ist in kleinflächigen Spielen besonders wichtig sowie im American Football, wo jeder neue Spielzug mit einer einstudierbaren Situation beginnt. In der amerikanischen Literatur gilt der Drill im Sportspiel als die herkömmliche Übungsweise.
Einzelne Drills werden auch als sportmotorische Tests verwendet, da sich vor allem bei Drillwiederholungen die sportartspezifische Kondition abtesten lässt. Im Fußball handelt es sich in der Regel um das drillartige Einüben von Standardspielsituationen (Freistoß in Torraumnähe, Ecke).